# Prodico
Prodico (in greco antico: Πρόδικος?; Ceo, 460 a.C. circa – Atene, forse 380 a.C.) è stato un filosofo e retore greco antico.
Sofista tra i più celebri, viaggiò a lungo per la Grecia riscuotendo un largo successo soprattutto ad Atene, ove si recò come ambasciatore, e a Sparta.

## Biografia
Prodico nacque nella città di Iulide, sull'isola di Ceo, attorno al 460 a.C. Allievo di Protagora di Abdera, conobbe la fama in seguito a una ambasceria ad Atene, in cui fu ammirato da importanti cittadini ateniesi, come Socrate e Senofonte. Pare infatti che in quell'occasione Prodico si distinse per eloquenza e capacità oratoria, nonostante il suo tono basso di voce rendesse difficile al suo pubblico seguirlo.
Grazie a questa fama, divenne in breve uno dei sofisti più quotati, ed ebbe vari discepoli in tutta la Grecia, tra cui il retore Isocrate, il tragediografo Euripide, e Teramene detto Coturno, politico ateniese e membro dei Quattrocento, che fu condannato a morte all'epoca dei Trenta Tiranni con l'accusa di essere un democratico.
Una tradizione tarda vuole che Prodico sia morto per aver bevuto la cicuta, condannato dalla polis ateniese con l'accusa di corrompere i giovani. Oggi questa notizia è ritenuta falsa dagli studiosi, anche se, stando a quanto testimoniato nell'Erissia, dialogo spurio talvolta attribuito a Platone, almeno in un'occasione Prodico fu realmente accusato di ciò, e per questo fu cacciato da un ginnasio.

## Il pensiero
Il pensiero di Prodico spazia dall'etica alla filosofia naturale. Di notevole interesse è però la sua teoria del linguaggio e la sua abilità nel distinguere nettamente i significati dei termini, fin nelle minime sfumature (la cosiddetta sinonimica): tale attenzione pare fu imitata anche dallo storico Tucidide.

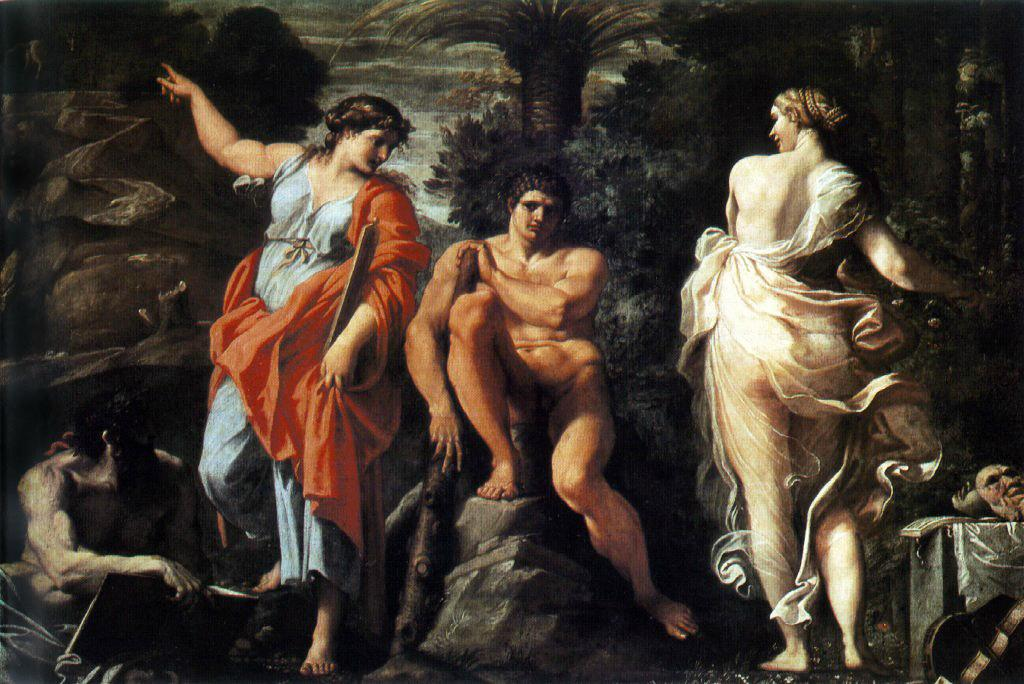
Quadro di Annibale Caracci che ritrae Ercole incerto sulla scelta fra due donne. Quella di destra con veste trasparente rappresenta il Piacere, e gli indica la strada piana tra carte da gioco, maschere teatrali e strumenti musicali. La donna vestita a sinistra invece rappresenta la Virtù che gli indica una strada faticosa, stretta ed in salita, in cima alla quale però lo attende il cavallo alato Pegaso, emblema del casato Farnese, che lo condurrà alla gloria ed in cielo.

### L'etica: Eracle al bivio
L'etica ricoprì un ruolo importante nel pensiero di Prodico, tanto da essere apprezzato da Socrate (di cui talvolta viene riportato addirittura allievo) e citato da Senofonte, Platone. Questa sua attenzione alla sfera della morale e dell'etica mette infatti in crisi il pregiudizio che vede i sofisti come individui spregiudicati e avidi, strenui sostenitori del relativismo etico.
A dimostrazione di ciò Senofonte riporta, parafrasandola, la cosiddetta favola di Eracle al bivio, probabilmente contenuta nell'opera più famosa del sofista, intitolata Ὧραι (Stagioni). Eracle, divenuto adolescente e giunto quindi all'età in cui deve scegliere cosa fare della propria vita, se essere virtuosi o votarsi al vizio, incontra ad un bivio due donne, personificazioni della Virtù (Areté) e del Vizio (Kakía). Entrambe tengono un discorso al giovane, per indurlo a scegliere una delle due: la volontà di Eracle di seguire la Virtù è un'immagine del passaggio dell'uomo dalla sua natura originaria (physis) alla virtù «divina» (nomos), acquisibile per mezzo dell'educazione.

### La religione
Prodico è anche celebre come "anticipatore" dell'evemerismo. Già il suo maestro Protagora era stato accusato di empietà, avendo assunto una posizione agnostica sugli dèi, sostenendo che di questi non si può sapere niente, né se esistano né se non esistano. Prodico invece spiegava la religione popolare sulla base della divinizzazione prima delle cose utili all'uomo e poi dei loro scopritori: in questo modo sono stati divinizzati dapprima il sole, la luna, i fiumi, e in seguito sono nate divinità come Demetra (il pane), Dioniso (il vino) ed Efesto (il fuoco e le sue potenzialità tecniche). In questo modo, a quanto affermano le testimonianze, Prodico ricollegava anche i riti misterici ai frutti dell'agricoltura.
Egli sosteneva un utilitarismo etico che identificava il divino con ciò che è utile e giovevole per l'umanità.

### Il linguaggio
Tuttavia, la fama di Prodico è dovuta soprattutto alla sua dottrina della sinonimica o dell'esatto significato dei nomi: tale dottrina consiste essenzialmente nell'analisi semantica dei termini sinonimi e nella determinazione del loro significato preciso e univoco. Da qui l'inesattezza della notizia antica, accettata anche da molti moderni, secondo cui Prodico sarebbe stato maestro di Socrate: ciò che a Socrate interessa, infatti, non è tanto il significato dei termini, quanto ciò che ciascuno vuole significare quando usa un determinato termine.
Sotto questa luce Prodico può essere considerato piuttosto come il predecessore della moderna filosofia analitica del linguaggio.
Si occupò in particolare anche dello studio dei nomi propri (onomastica) che trasformò in una fonte di lucro insegnando agli stranieri la corretta pronuncia delle nobili famiglie ateniesi, priva di inflessioni dialettali, al fine di procurarsene facilmente i favori e la cittadinanza. Altro interesse fu lo studio dell'etimologia delle parole e delle comunanze di significato che una radice portava ovunque con sé, intese come segno di un legame fra parola e la sua verità a prescindere dalle diversità dei vari idiomi.